# سترومتسه
سترومتسه (به صربی: Strumce) یک منطقهٔ مسکونی در صربستان است که در توتین، صربستان واقع شده‌است. سترومتسه ۴۶ نفر جمعیت دارد.